# Museumboerderij Grutje
Museumboerderij Grutje was een museumboerderij gevestigd aan het Groot-Loo in Hilvarenbeek. Grutje was Gerardina de Kort-van Dijck, die de boerderij in 1918 verwierf. Deze boerderij uit 1889 is in maart 2020 door brand verloren gegaan.
De inventaris is gered, en in 2022 is gestart met de herbouw.